# Бульо ин Монте
Бу̀льо ин Мо̀нте (на италиански: Buglio in Monte, на западноломбардски: Böi, Бьой) е село и община в Северна Италия, провинция Сондрио, регион Ломбардия. Разположено е на 577 m надморска височина. Населението на общината е 2104 души (към 2010 г.).